# Sosnowka (Kaliningrad, Prawdinsk)
Sosnowka (russisch Сосновка, deutsch Puschkeiten) ist ein Ort in der russischen Oblast Kaliningrad (Gebiet Königsberg (Preußen)) und gehört zur Domnowskoje selskoje posselenije (Landgemeinde Domnowo (Domnau)) im Rajon Prawdinsk (Kreis Friedland (Ostpr.)).

## Geographische Lage
Sosnowka liegt im Osten des Rajon Prawdinsk unweit der Grenze zum Rajon Bagrationowsk (Kreis Preußisch Eylau) 13 Kilometer westlich der Stadt Prawdinsk (Friedland). Der Ort ist über eine Nebenstraße zu erreichen, die bei Filippowka (Dommelkeim) von der russischen Fernstraße A 196 (ehemalige deutsche Reichsstraße 131) abzweigt und nach Saretschje (Meisterfelde) führt. Ein Bahnanschluss existiert nicht.

## Geschichte
Das einst Puschkeiten genannte Gutsdorf wurde am 11. Juni 1874 namensgebender Ort für den neu errichteten Amtsbezirk Puschkeiten. Es gehörte zum Kreis Friedland, der 1927 in Landkreis Bartenstein (Ostpr.) umbenannt wurde, und lag im Bereich des Regierungsbezirk Königsberg der preußischen Provinz Ostpreußen. Zu dem Amtsbezirk gehörte außer Puschkeiten noch die Landgemeinde Eisenbart (russisch: Konstantinowka).
Bereits gegen Ende des 19. Jahrhunderts wurden die Vorwerke Beschluß und Lawo (russisch: Krupino) aus dem Gutsbezirk Puschkeiten herausgegliedert und zur Landgemeinde Lawo zusammengeschlossen, 1928 dann in die Landgemeinde Stockheim (Saizewo) eingegliedert. Ab 1907 gehörte auch der Gutsbezirk Dommelkeim (Filippowka) zum Amtsbezirk Puschkeiten, später kam auch der Gutsbezirk Meisterfelde (Saretschje) hinzu. Im Jahre 1910 zählte der Gutsbezirk Puschkeiten 138 Einwohner.

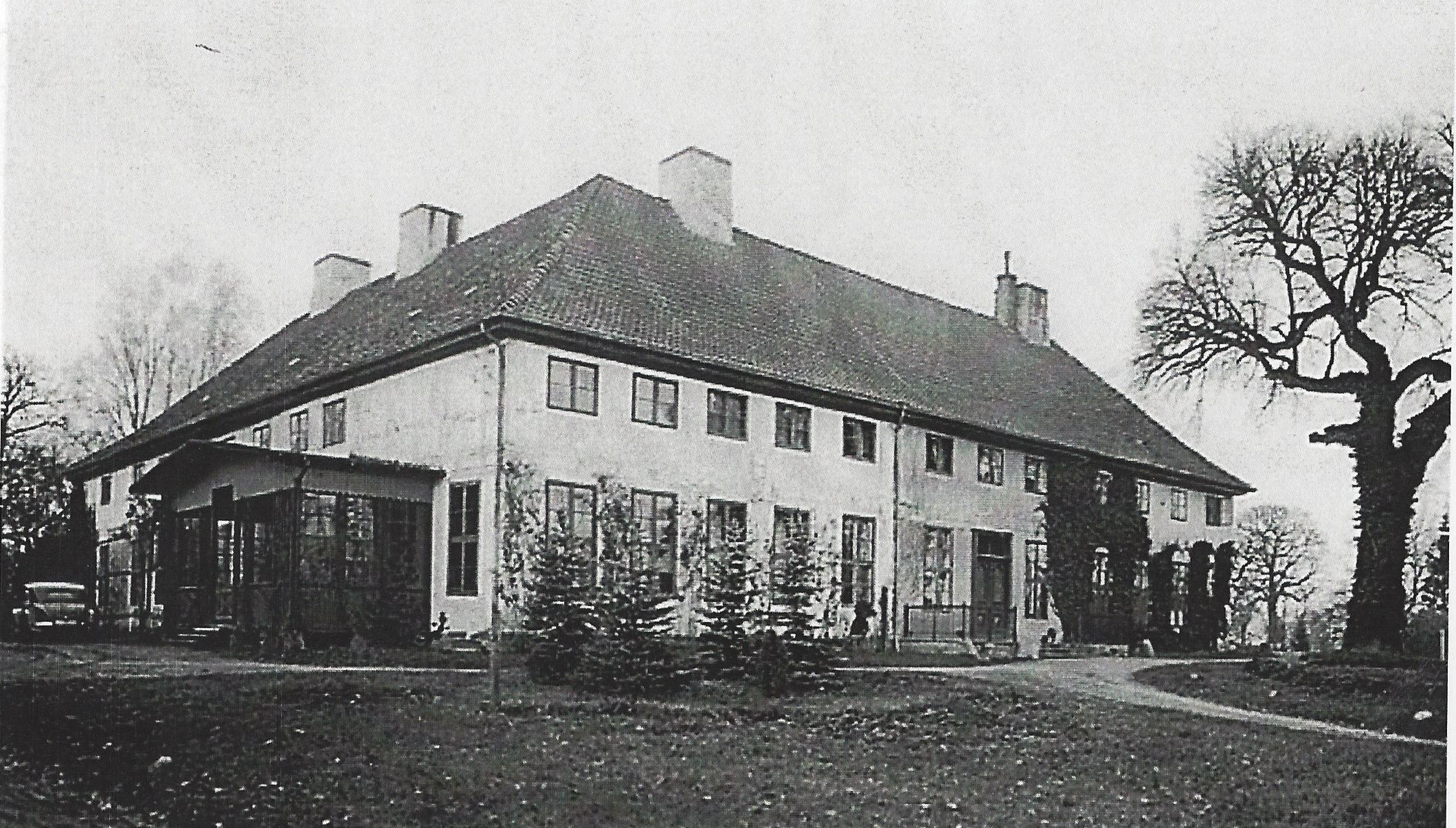
Puschkeiten

In den 1920er Jahren dann wurde der Gutsbezirk Schleuduhnen (russisch: Marjino) aus dem Gutsbezirk Puschkeiten herausgegliedert. 1925 zählte Puschkeiten 148 Einwohner. Am 30. September 1928 nedlich schlossen sich die vier Gutsbezirke Dommelkeim (Filippowka), Meisterfelde (Saretschje), Puschkeiten und Schleuduhnen (Marjino) zur neuen Landgemeinde Puschkeiten zusammen.
Die allerletzte Neubildung der kommunalen Einheiten trat jedoch erst am 1. April 1937 in Kraft als die Landgemeinde Puschkeiten geteilt und aufgelöst wurde: die Ortsteile Dommelkeim (Filippowka) und Schleuduhnen (Marjino) kamen zur Gemeinde Eisenbart (Konstantinowka), die Ortsteile Puschkeiten und Meisterfeld (Saretschje) wurden in die Gemeinde Stockheim (Saizewo) eingemeindet.
1945 kam Puschkeiten innerhalb der nordostpreußischen Gemeinde Stockheim zur Sowjetunion und erhielt 1947 die Bezeichnung „Sosnowka“. Bis zum Jahr 2009 war der Ort in den Domnowski sowjet (Dorfsowjet Domnowo (Domnau)) eingegliedert und ist seither – aufgrund einer Struktur- und Verwaltungsreform – eine als „Siedlung“ (russisch: possjolok) eingestufte Ortschaft innerhalb der Domnowskoje selskoje posselenije (Landgemeinde Domnowo) im Rajon Prawdinsk.

## Kirche
Die vor 1945 mehrheitlich evangelische Bevölkerung Puschkeitens war in das Kirchspiel Stockheim (russisch: Saizewo) eingepfarrt. Es gehörte zum Kirchenkreis Friedland (heute russisch: Prawdinsk), danach zum Kirchenkreis Bartenstein (heute polnisch: Bartoszyce) in der Kirchenprovinz Ostpreußen der Kirche der Altpreußischen Union. Letzter deutscher Geistlicher war Pfarrer Ernst Mölleken.
Heute ist Sosnowka in die Kirchengemeinde Domnowo (Domnau) einbezogen, die eine Filialgemeinde der Auferstehungskirche in Kaliningrad (Königsberg) ist. Sie ist Teil der Propstei Kaliningrad in der Evangelisch-Lutherischen Kirche Europäisches Russland (ELKER).